# Fermesse
Die fermesse ist ein verschlüsseltes Zeichen in Liebesbriefen und steht für Liebe und Treue. Das Zeichen ist ein schräg durchgestrichenes großes S (ähnlich dem heutigen Dollarzeichen $) und wurde seit dem 14. Jahrhundert verwandt, verbreitete sich aber erst richtig seit 1550, vor allem im französischen Sprachraum. In den Briefen der damaligen Zeit wurden solche Abkürzungen häufig verwendet und waren jedem geläufig, der lesen konnte.